# 人民广场站 (长春市)
人民广场站位于吉林省长春市南关区和朝阳区的交界处，是长春轨道交通一号线车站。

## 车站结构

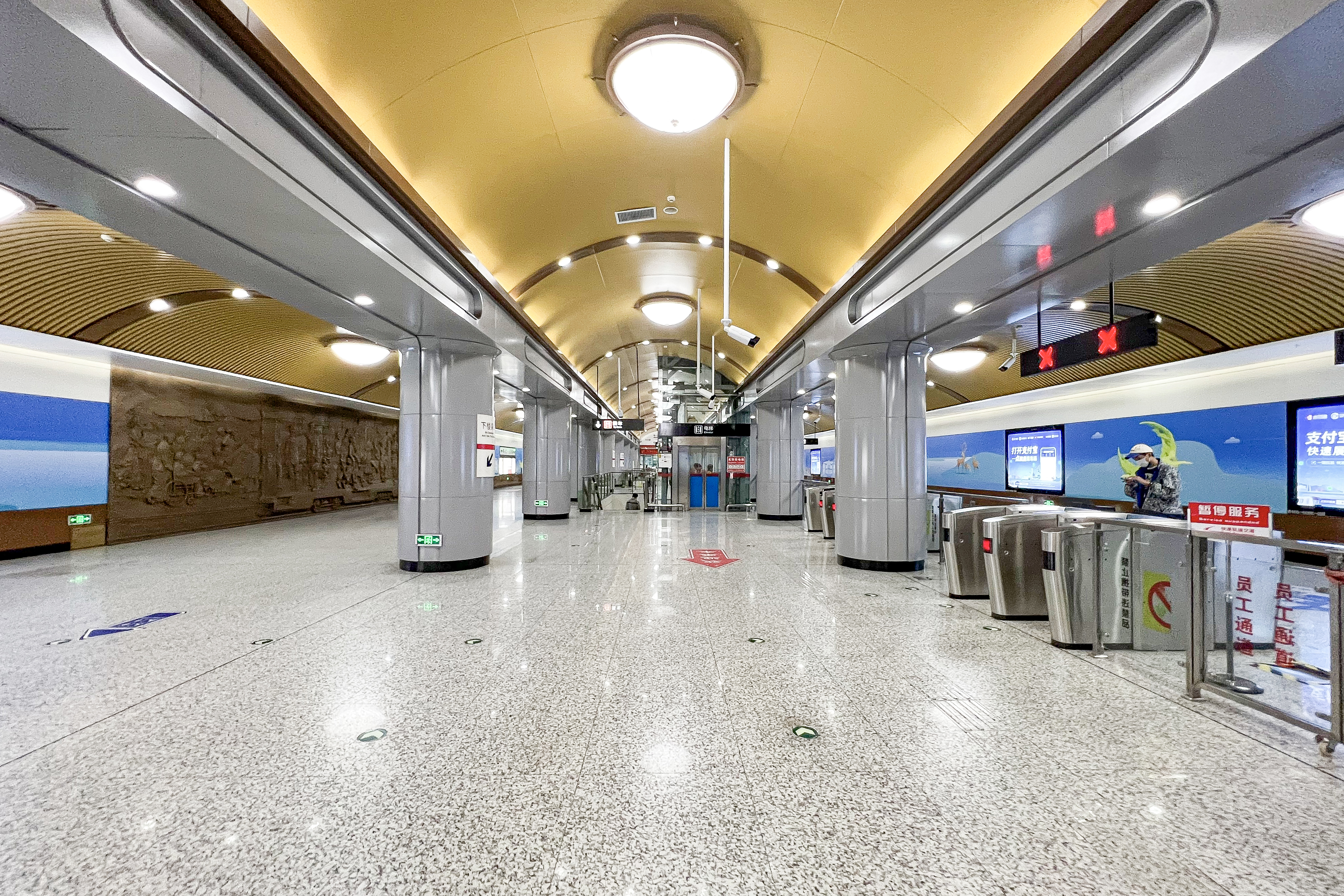
1号线站厅

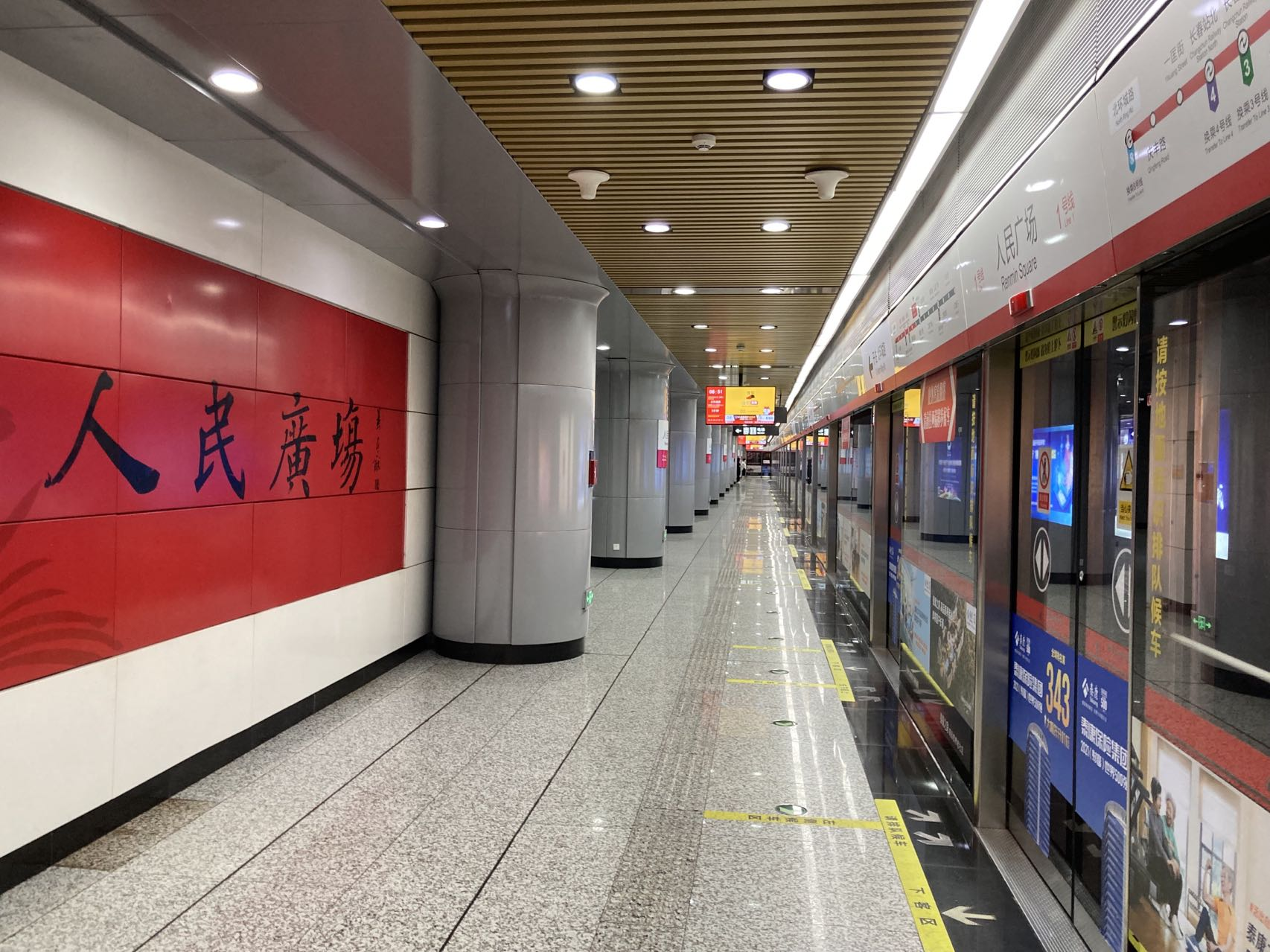
1号线站台大字壁

车站形式为岛式二层车站，地下一层为一站厅，地下二层为一号线站台。车站設有全高屏蔽门。

### 车站楼层
| 地面              | 出入口 | A、C、D出入口                                                                                                   |
| 地下一层          | 站厅   | 客服中心、自动售票机、验票机                                                                                    |
| 地下二层          | 站台   | \| \| \| █ 1号线往北环城路（胜利公园） \| \| 島式 · 開左邊车门 \| \| \| \| \| \| █ 1号线往红嘴子（解放大路） \| |
|                   |        | █ 1号线往北环城路（胜利公园）                                                                                   |
| 島式 · 開左邊车门 |        | |
|                   |        | █ 1号线往红嘴子（解放大路）                                                                                     |

### 车站出口
车站设置4个出入口，A口位于人民大街西侧、民安路南侧；B口位于人民大街东侧，民安路南侧；C口位于人民大街东侧，长春大街北侧；D口位于人民大街西侧，西安大路北侧
|          |      |                       |                  |  |
| 出口编号 | 照片 | 出口指示              | 建议前往的目的地 |  |
| 出口 · A |      | 人民大街西 民安路南   | 长春国际贸易中心 |  |
| 出口 · B |      | 人民大街东 民安路南   | 长春嘉里中心     |  |
| 出口 · C |      | 人民大街东 长春大街北 | 工人文化宫       |  |
| 出口 · D |      | 人民大街西 西安大路北 | 伪满中央银行旧址 |  |

## 公交换乘
A口：
```
    崇智商城：12/19/119
    卓展（文化街）62/362/145/135/271
    重庆路站：6/306/66/281/226/5/160/80
```

```
般若寺公交枢纽站：268/273/14/314/213/22/322/3A/3B/274/106/312/17/13/102/101
```

C口：人民广场：农安/九台方向客车
民康路：254
D口：人民广场：64/364

## 歷史
- 2016年9月30日 - 1号线试通车。
- 2017年6月30日 - 1号线试运营。